# Hastings, New York
Hastings är en ort i Oswego County i delstaten New York, USA.